# 高透孔螺
高透孔螺（学名：Puncturella pelex）是裂螺科的一种，舊屬孔螺屬（Cranopsis），2019年被劃歸天窗䗩属。

## 型態描述
相較同屬的帽天窗䗩，本物種體型大得多。

## 分佈
主要分布于韩国、中国大陆東海海域、台湾及日本相模灣，常栖息在潮下带水深50-350米。